# بطولة العالم للكرة اللينة للسيدات 2012
بطولة العالم للكرة اللينة للسيدات 2012 هي مسابقة دولية للكرة اللينة أقيمت في مركز بيبسي للكرة اللينة في وايت هورس، يوكون، كندا في الفترة من 13 يوليو إلى 22 يوليو 2012م، وهي بمثابة النسخة الثالثة عشر من البطولة.

## مرحلة المجموعات

### القسم A
| الفرق            |   |   | نسبة الفوز | GB |
| ---------------- | - | - | ---------- | -- |
| الولايات المتحدة | 7 | 0 | 1000       | -  |
| الصين            | 6 | 1 | .857       | 1  |
| هولندا           | 5 | 2 | .714       | 2  |
| بورتوريكو        | 3 | 4 | .429       | 4  |
| جمهورية التشيك   | 3 | 4 | .429       | 4  |
| فنزويلا          | 2 | 5 | .286       | 5  |
| الأرجنتين        | 1 | 6 | .143       | 6  |
| جنوب إفريقيا     | 1 | 6 | .143       | 6  |

### القسم B
| الفرق           |   |   | نسبة الفوز | GB |
| --------------- | - | - | ---------- | -- |
| اليابان         | 7 | 0 | 1000       | -  |
| كندا            | 6 | 1 | .857       | 1  |
| أستراليا        | 5 | 2 | .714       | 2  |
| تايبيه الصينية  | 3 | 4 | .429       | 4  |
| إيطاليا         | 3 | 4 | .429       | 4  |
| نيوزيلندا       | 2 | 5 | .286       | 5  |
| بريطانيا العظمى | 2 | 5 | .286       | 5  |
| المكسيك         | 0 | 7 | .000       | 7  |

## التصفيات

### اليوم الأول
| م | التاريخ        | الفريق الأول     | النتيجة    | الفريق الثاني  |
| - | -------------- | ---------------- | ---------- | -------------- |
| 1 | 20 يوليو 2012م | هولندا           | 4 - 3      | تايبيه الصينية |
| 2 | 20 يوليو 2012م | استراليا         | 12 - 0 (4) | بورتوريكو      |
| 3 | 20 يوليو 2012م | الولايات المتحدة | 4 - 2      | كندا           |
| 4 | 20 يوليو 2012م | اليابان          | 1 - 0      | الصين          |

### اليوم الثاني
| م | التاريخ       | الفريق الأول | النتيجة   | الفريق الثاني |
| - | ------------- | ------------ | --------- | ------------- |
| 1 | 21 يوليو 2012 | كندا         | 4 - 0     | هولندا        |
| 2 | 21 يوليو 2012 | أستراليا     | 5 - 4 (8) | الصين         |

### جولة الميداليات
| م | الفريق الأول     | الفريق الثاني | الجولة                     | ملاحظات |
| - | ---------------- | ------------- | -------------------------- | ------- |
| 1 | الولايات المتحدة | اليابان       | نصف النهائي                |         |
| 2 | كندا             | استراليا      | نصف النهائي                |         |
| 3 | اليابان          | استراليا      | مباراة تحديد المركز الثالث |         |
| 4 | الولايات المتحدة | اليابان       | المباراة النهائية          |         |

## روابط خارجية
- الموقع الرسمي
- فريق ISF للكرة اللينة على تويتر